# Lâu đài Olsztyn ở Silesian Voivodeship
Lâu đài Olsztyn (tiếng Ba Lan: Zamek w Olsztynie) - tàn tích lâu đài nằm ở vùng cao Kraków-Częstochowa, nằm trên Đường mòn của Tổ chim đại bàng - trước đây bảo vệ biên giới phía nam của Vương quốc Ba Lan. Những tàn tích của lâu đài thế kỷ XIV là một trong những điểm thu hút lớn nhất của khu vực.

## Lịch sử
Lâu đài, nằm trên một ngọn đồi, giữa những tảng đá vôi, là một phần của Đường mòn của Tổ chim đại bàng. Nó thuộc về một hệ thống các công trình công sự, được xây dựng bởi Vua Casimir III Đại đế, để bảo vệ miền tây Lesser Ba Lan khỏi người Séc, người mà Silesia thuộc về thời đó. Trong một thời gian, nó như một khoản phí thuộc về Hoàng tử Władysław Opolchot. Mất đi từ năm 1396, lâu đài sau đó được vua Władysław II Jagiełło trao lại cho một quý tộc địa phương, Jan Odrowąż của Szczekociny. Lâu đài đã bị xâm chiếm nhiều lần bởi các hoàng tử Silesian trong thế kỷ XV, và với sự tiến bộ của chiến tranh, các công sự của nó đã trở nên lỗi thời. Năm 1655, nó bị người Thụy Điển chiếm giữ, và kể từ đó, nó trở thành một đống đổ nát. Năm 1722, nó đã bị phá hủy một phần, với những viên gạch được sử dụng để xây dựng một nhà thờ giáo xứ tại Olsztyn. Hiện tại, chỉ còn lại những mảnh tường phòng thủ. Phần còn lại ấn tượng nhất của lâu đài là một tòa tháp tròn 35 mét, được xây dựng vào thế kỷ XIII, phục vụ như một nhà tù. 

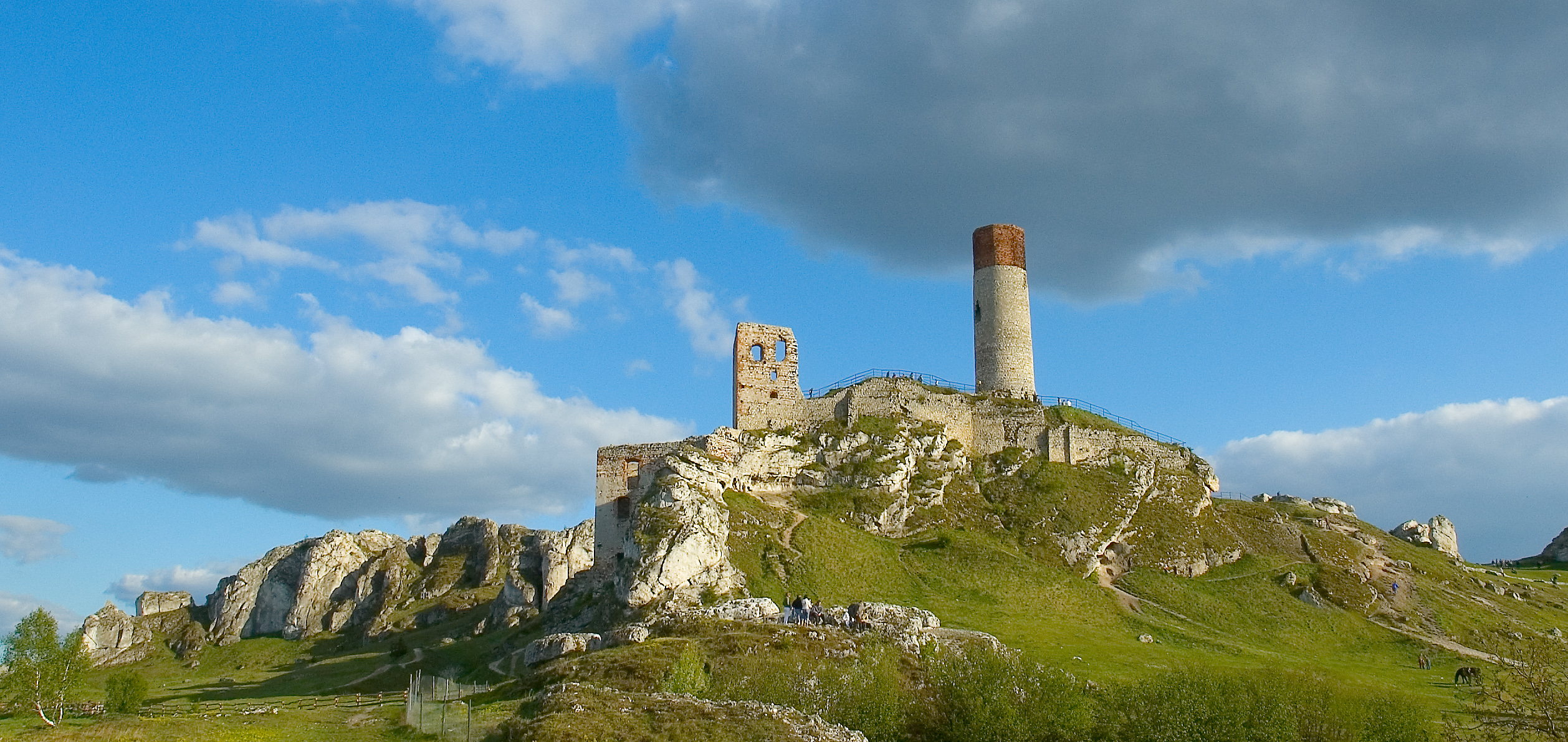
Toàn cảnh lâu đài Olsztyn